# Donald Davie
Donald Alfred Davie (ur. 17 lipca 1922 w Barnsley, zm. 18 września 1995) – brytyjski poeta i badacz literatury. 
W roku 1940 rozpoczął studia w St Catharine’s College na Uniwersytecie Cambridge. W latach 1941–46 służył w Royal Navy. 
Był głównym teoretykiem działającej w latach pięćdziesiątych XX wieku grupy The Movement, która przeciwstawiałą się skostniałej stylistyce romantyczno-wojennego epignizmu, zalecając dystans wobec wielkich tematów oraz dyscyplinę formalną i intelektualną autora. Tworzył prace krytyczne, takie jak Purity of Diction in English Verse (1952) i Articiulate Energy (1955); studia o twórczości Waltera Scotta, Thomasa Hardy'ego, Czesława Miłosza. Był też autorem poezji flozoficzno-refleksyjnej.